# 许明 (1918年)
许明（1918年6月12日—2007年1月28日），曾用名王鹤仙，女，直隶（今河北）高阳人，中华人民共和国政治人物，曾任天津市总工会主席，天津市人大常委会副主任。

## 家庭
丈夫王亢之。